# The Spoons
The Spoons, ou Spoons, est un groupe de new wave et synthpop canadien, originaire de Burlington, en Ontario. Formé en 1979, le groupe a produit plusieurs hits au Canada entre 1982 et 1989 ; en 1983 il a été élu meilleur groupe de l’année aux CASBY Awards. Leurs titres les plus connus sont Romantic Traffic, Nova Heart, Old Emotions" et Tell No Lies.

## Historique

### Les débuts (1979-1981)
Le groupe s’est formé en 1979 à Burlington (Ontario), il se composait alors de Gordon Deppe (chant et guitare), Sandy Horne (chant et basse), Brett Wickens (claviers, synthés) et Peter Shepherd (batterie). Deppe, Horne et Wickens fréquentaient le lycée d’Aldershot. Le groupe a trouvé son nom alors que les membres mangeaient de la soupe aux pâtes alphabet chez Brett Wickens. Tout en imaginant des noms possibles, ils se sont surpris à regarder leurs cuillères tous en même temps, le nom de « spoons » (les cuillères, en anglais) et apparu alors comme une évidence.
A leurs débuts, les Spoons tentaient de reproduire la musique de leurs groupes européens favoris. Malheureusement, le rock progressif et le style de Genesis n’ont pas séduit leur public. Ils ont alors choisi de tout changer et de faire quelque chose de « plus léger, plus alerte et plus dansant ». Ce revirement a plu au public, le style du groupe était trouvé.
À la fin 1979, Shepherd quitte le groupe et est remplacé par Derrick Ross à la batterie. En 1980 les Spoons sortent un premier single chez Mannequin Records, « After the Institution », produit par le groupe et l’ancien membre Peter Shepherd. Peu de temps après, Wickens quitte le groupe pour sortir un album électronique chez Mannequin Records dans le cadre du duo Ceramic Hello. Il deviendra plus tard graphiste et concevra des pochettes d'albums pour des artistes tels que Peter Gabriel. Il est remplacé ensuite par le claviériste Rob Preuss, qui n'a alors que quinze ans.
Le premier album des Spoons, Stick Figure Neighbourhood, est sorti en 1981, c’est l’un des premiers albums new wave conçus par Daniel Lanois. L'album était bien côté dans les charts des universités canadiennes et a permis au groupe de faire une tournée en Ontario et au Québec avec des groupes comme Martha and the Muffins. Carl Finkle, qui a quitté Martha and the Muffins en 1981, a continué à gérer les Spoons à l'époque du célèbre Nova Heart.

### Les années de succès (1982-1985)
L'année suivante, les Spoons sortent leur célèbre album Arias & Symphonies. Cet album a donné trois des 40 meilleurs succès du Canada : Nova Heart, Arias & Symphonies et Smiling in Winter, tous ces titres sont de style Electronic dance music tendance New Wave. Le groupe a reçu un U-Know Award pour le groupe le plus prometteur.
À cette époque, l’engouement pour les Spoons leur a permis de faire la première partie de groupes tels que Culture Club, Simple Minds ou The Police.
L’album Talkback, paru en 1983, a été produit par Nile Rodgers. Ce dernier avait été pressenti pour produire certains titres de Culture Club mais, après les avoir vus en concert, il jugea que leur prestation n’était pas convaincante et s’appuyait trop sur les bandes d'accompagnement. En revanche, le jeu des Spoons l’emballa et c’est eux qu’il décida de produire. L'album Talkback comprenait le hit Old Emotions, mais n'a pas été diffusé à l'extérieur du Canada ce qui fut une réelle déception pour le groupe.
Par la suite, le groupe élargit son spectre musical et sort en 1984 un hit à deux faces : Tell No Lies et Romantic Traffic, tous deux produits par Rodgers. L’optimiste Tell No Lies présentait un son pop plus classique en rupture avec le style des Spoons ; ce titre a remporté le prix CASBY Awards du meilleur single. Romantic Traffic est une chanson plus lente au format radiophonique qui s’adresse à un public plus mûr ; elle est devenue le tube le plus connu du groupe. À peu près à la même époque, le groupe enregistre des publicités pour Maxwell's, Pepsi-Cola et signe un contrat promotionnel à six chiffres avec Thrifty's Clothing Stores, une chaîne de distribution transcanadienne ; il figure dans les publicités radiophoniques, télévisées et imprimées du magasin.
Les deux titres Tell No Lies et Romantic Traffic ont trouvé plus tard leur place sur la bande originale du film Listen To The City , dans lequel Horne tenait un second rôle. Toutefois, Listen To The City n'était pas un album des Spoons, car il se composait en grande partie de musique instrumentale et n’était crédité que de Gordon Deppe.

### Déclin et silence (1986-2009)
À la fin des années 85, les Spoons quittent le label New Wave Imprint Ready Records. L’entreprise, qui s’était montrée incapable de diffuser l’album, fait faillite peu de temps après. Le groupe signe ensuite avec le label Anthem Records, plus orienté rock. Celui-ci venait de prendre Bob Muir, l'ancien président de Virgin Records Canada, comme directeur. Muir a estimé que l'accord signé avec les magasins Thrifty's nuisait à l’image de marque du groupe en lui donnant un aspect commercial.
À la même époque, Preuss et Ross quittent les Spoons et sont remplacés par Scott MacDonald (claviers) et Steve Kendry (batterie). En 1986 le single Bridges Over Borders prend une orientation rock plus dure et le single suivant Rodeo confirme ce changement artistique.
Ces deux singles apparaissent sur l'album de 1986 Spoons Bridges Over Borders. La sortie du disque est un désastre commercial. Ni le LP ni aucun des trois singles qui en sont tirés n’arrivent à figurer dans le Top 100 canadien. Le LP suivant Vertigo Tango réunit le groupe avec John Punter, le producteur d'Arias & Symphonies. Il constitue un retour partiel du groupe aux racines de la nouvelle vague. L'album contient le dernier single du groupe, Waterline (1989), une ballade langoureuse et introspective.
Dans les années 1990, les Spoons font une pause dans les enregistrements et se recentrent sur leur famille. Toutefois, Deppe, Horne et d’autres musiciens se réunissent lors de plusieurs concerts de retrouvailles.
En 2007, les Spoons jouent les invités surprise pour remplacer un concert annulé. Ils présentent pour l’occasion une collection d’œuvres inédites enregistrées entre 1982 et 1985 par Deppe, Horne, Preuss, et Ross.
En 2008, ils sortent une édition limitée comportant les plus grands succès publiés chez Ready Records Imprint afin de remplacer l'album collector épuisé. Le groupe continue à faire des concerts occasionnels dans la région de Toronto et Hamilton.
En 2010, au Woodbine Park Summerfest, pour le Vinyl 95.3, le groupe sort une nouvelle production, la première depuis 20 ans. Il s’agit d’un double face Imperfekt / Breaking In dont le tirage a été limité à 100 exemplaires.

### Reconstitution et nouveau départ (2010 à aujourd’hui)
Au printemps 2010, l’équipe des Spoons composée de Deppe & Horne, avec le producteur Jeff Carter, commence à enregistrer le sixième album studio, Static in Transmission. Le premier single sorti de ces sessions est l'édition limitée Imperfekt b / w Breaking In. Seules quelques centaines de cédés singles sont sortis, quelques-uns sont mis à la disposition des fans. Static in Transmission sort le 29 mars 2011.
Lors de la fête du Canada de 2012, les Spoons se produisent à nouveau au Woodbine Park à l’occasion de l'événement Red, White, and Vinyl de Vinyl 95.3. Ils présent leur dernier cédé EP qui marque les 30 ans de Nova Heart.
En août 2012, les Spoons sont la tête d'affiche du concert de charité Spirit of the Eighties à Lewiston. C'est la première fois que le groupe joue aux États-Unis depuis 1989 . L’accueil qu’on leur réserve est si chaleureux qu'ils reviennent au festival au mois d’août suivant et partagent l’affiche avec Images in Vogue. Les deux groupes se lancent alors dans la tournée Rewind the Tape la même année. La date de cette tournée à Toronto a donné le coup d’envoi pour la sortie de la version cédé remasterisée de Stick Figure Neighborhood.
Le 13 novembre 2012, les Spoons sortent l'édition du 30e anniversaire de leur album Arias & Symphonies sur cédé et par téléchargement numérique. Le groupe a ensuite fait une série de spectacles avec Rob Preuss et Derrick Ross, réunissant temporairement les membres des années 1980 . Ils se réunissent à nouveau en 2014 pour le 30e anniversaire de Romantic Traffic et Tell No Lies.
Le 22 mars 2019, les Spoons sortent l'album New Day New World sur cédé, en vinyle et en version numérique via iTunes et Spotify. New Day New World est le premier projet de studio à être publié par les Spoons depuis huit ans. Le premier single de l'album est For The First And Last Time. Un concours en ligne a été organisé pour la sortie du deuxième single, All The Wrong Things (In The Right Places), dans lequel les fans pouvaient soumettre des enregistrements d'eux-mêmes chantant une partie du refrain de la chanson afin de l’inclure dans le mix final. Il est prévu la réalisation de 3 vidéos par Peter Sacco, pour les singles de l'album, For The First And Last Time, All The Wrong Things (In the Right Places), et Beautiful Trap. Elles seront incluses dans un récit interactif numérique. La vidéo de The First & Last Time a été sélectionnée dans 35 festivals de films à travers le monde. La vidéo All The Wrong Things In The Right Places a déjà été sélectionnée dans 15 festivals et a gagné 6 prix.
Le 9 janvier 2020, on annonce que Scott MacDonald revient dans le groupe aux claviers. Les Spoons célèbrent leur 40e anniversaire cette année avec des spectacles prévus partout au Canada.

## Discographie

### Albums studio
| Année | Album                                                          | Classement des ventes | Classement des ventes | Classement des ventes | Classement des ventes | Certification |
| Année | Album                                                          | Canada                | France                |                       |                       | Certification |
| ----- | -------------------------------------------------------------- | --------------------- | --------------------- | --------------------- | --------------------- | ------------- |
| 1981  | Stick Figure Neighbourhood                                     | —                     | —                     | —                     | —                     | —             |
| 1982  | Arias & Symphonies                                             | —                     | —                     | —                     | —                     | —             |
| 1983  | Talkback                                                       | —                     | —                     | —                     | —                     | —             |
| 1984  | Listen to the City (Gordon Deppe with Spoons)                  | —                     | —                     | —                     | —                     | —             |
| 1986  | Bridges Over Borders                                           | —                     | —                     | —                     | —                     | —             |
| 1988  | Vertigo Tango                                                  | —                     | —                     | —                     | —                     | —             |
| 1994  | Collectible Spoons, greatest hits)                             | —                     | —                     | —                     | —                     | —             |
| 2007  | Unexpected Guest at a Cancelled Party (unreleased material)    | —                     | —                     | —                     | —                     | —             |
| 2008  | Limited Edition (greatest hits to replace Collectible Spoons)  | —                     | —                     | —                     | —                     | —             |
| 2011  | Static in Transmission (29 mars 2011)                          | —                     | —                     | —                     | —                     | —             |
| 2012  | Nova Heart 30th Anniversary EP (26 mars 2012)                  | —                     | —                     | —                     | —                     | —             |
| 2012  | Arias & Symphonies 30th Anniversary Edition (13 novembre 2012) | —                     | —                     | —                     | —                     | —             |
| 2019  | New Day New World (2019)                                       | —                     | —                     | —                     | —                     | —             |

### Singles
| Titre                                        | Année | Meilleure place | Album                  |
| Titre                                        | Année | CAN             | Album                  |
| -------------------------------------------- | ----- | --------------- | ---------------------- |
| After the Institution                        | 1980  | —               | non-album single       |
| Nova Heart                                   | 1982  | 40              | Arias & Symphonies     |
| Arias & Symphonies                           | 1982  | 18              | Arias & Symphonies     |
| Smiling in Winter                            | 1982  | 30              | Arias & Symphonies     |
| "Old Emotions"                               | 1983  | 28              | Talkback               |
| The Rhythm                                   | 1983  | —               | Talkback               |
| Talkback                                     | 1984  | —               | Talkback               |
| Tell No Lies                                 | 1984  | 34              | Listen to the City     |
| Romantic Traffic                             | 1984  | 55              | Listen to the City     |
| Bridges Over Borders                         | 1986  | —               | Bridges Over Borders   |
| Be Alone Tonight                             | 1986  | —               | Bridges Over Borders   |
| Rodeo                                        | 1987  | —               | Bridges Over Borders   |
| When Time Turns Around                       | 1988  | 68              | Vertigo Tango          |
| Waterline                                    | 1989  | 44              | Vertigo Tango          |
| Sooner or Later                              | 1989  | —               | Vertigo Tango          |
| Imperfekt                                    | 2010  | —               | Static in Transmission |
| You Light Up                                 | 2011  | —               | Static in Transmission |
| Beautiful Trap                               | 2017  | —               | New Day New World      |
| All the Wrong Things (In The Right Places)   | 2019  | —               | New Day New World      |
| "—" indique que le titre n'a pas été classé. |       |                 |                        |

### DVD
- Spoons Live in Concert (Toronto 1982 et Montréal 1984) (12 septembre 2006)

### Sources
- (en) Cet article est partiellement ou en totalité issu de l’article de Wikipédia en anglais intitulé « Spoons (band) » (voir la liste des auteurs).